# گل طوطی
گل طوطی (نام علمی: Heliconia psittacorum) نام یک گونه از راسته زنجبیل‌سانان است.